# 間野谷駅
間野谷駅（あいのやえき）は、群馬県佐波郡赤堀村大字間野谷（現：伊勢崎市間野谷町）にあった日本国有鉄道両毛線の駅（廃駅）である。

## 歴史
- 1955年（昭和30年）1月20日：佐波郡赤堀村大字間野谷に開業[1]。気動車の旅客のみを取り扱う駅員無配置駅[2]。
- 1968年（昭和43年）10月1日：休止[1]。
- 1987年（昭和62年）4月1日：廃止[1]。

## 駅構造
単式ホーム1面1線の地上駅。

## 駅周辺
- 秋葉神社
- 国道50号

## 隣の駅
日本国有鉄道
両毛線
国定駅 - 間野谷駅 - 岩宿駅